# پاریجی (بخش انانتپور)
پاریجی (به انگلیسی: Parigi) یک منطقهٔ مسکونی در هند است که در Parigi mandal واقع شده‌است. پاریجی ۱۲٬۶۱۴ نفر جمعیت دارد و ۶۲۴ متر بالاتر از سطح دریا واقع شده‌است.